# Lanassa
Lanassa era la hija de Agatocles, tirano de Siracusa (Sicilia) que vivió alrededor del siglo III a. C. Se casó con Pirro, rey de Epiro, a quien se le entregó como dote la importante isla de Córcira, actual Corfú, recientemente conquistada por Agatocles.
Tuvo dos hijos: Alejandro, el sucesor de Pirro. Indignada al verse rechazada por su marido, tras el matrimonio de éste con otras dos mujeres de origen bárbaro, huyó a Córcira. Desde allí envió un mensaje a Demetrio I de Macedonia, con quien Pirro estaba en guerra, para ofrecerle tanto su mano como la isla de Córcira. Demetrio aceptó su oferta y, tras navegar a la isla, se casó con ella, dejó una guarnición en la isla y regresó al Reino de Macedonia.
Estos hechos sucedieron poco antes del final de la guerra y caída de Demetrio, probablemente en 288 a. C.